# Castelo de Campogrande
O Castelo de Campogrande, também conhecido como a Casa dos Fernández-Miranda, localiza-se na povoação de Blimea, no município de San Martín del Rey Aurelio, na província e comunidade autónoma das Astúrias, na Espanha.
O castelo encontra-se actualmente em ruínas, subsistindo apenas o escudo de armas dos Fernández-Miranda.